# Aleksiej Orłow (1786–1861)
Aleksiej Fiodorowicz Orłow ros. Алексей Федорович Орлов (ur. 8 października?/19 października 1786 w Moskwie, zm. 9 maja?/21 maja 1861 w Petersburgu) – rosyjski dyplomata i działacz państwowy. Od 1825 hrabia, od 1833 generał kawalerii, a od 1856 książę.

## Życiorys
Urodził się 19 października 1786 w Moskwie. W latach 1805–1814 uczestnik wypraw armii rosyjskiej przeciwko Napoleonowi Bonaparte. Będąc dowódcą pułku konnicy Gwardii Cesarskiej uczestniczył w rozgromieniu powstania dekabrystów na Placu Senackim 14 grudnia 1825, za co otrzymał tytuł hrabiego. W 1828 wziął udział w wojnie rosyjsko-tureckiej jako dowódca 1 Dywizji Strzelców Konnych. W 1831 uczestniczył w rozbiciu tzw. „Buntu Cholery” w Petersburgu i walkach zbrojnych w garnizonach wojskowych. Od 1836 członek Rady Państwa.
W 1844, po śmierci Aleksandra von Benckendorffa, został szefem Samodzielnego Korpusu Żandarmów i szefem III Oddziału Kancelarii Osobistej Jego Cesarskiej Mości. Przewodniczył delegacjom rosyjskim w czasie zawarcia układów pokojowych: w Adrianopolu (1829), Paryżu (1856) i układu Unkier Iskielesinskiego (1833).
Od 1856 przewodniczący Rady Państwa i Komitetu Ministrów Imperium Rosyjskiego. Będąc od 1856 przewodniczącym Tajnego Komitetu (od 1858 Głównego Komitetu) rozpatrującego sprawy chłopskie, występował jako przeciwnik zniesienia poddaństwa. Zmarł 21 maja 1861 w Petersburgu.